# Carl Sonne (fotograf)
 Der er flere personer med dette navn, se Carl Sonne.
Carl Christian Sonne (9. april 1845 i Nakskov – 17. september 1919) var en dansk fotograf. Han var kongelig hoffotograf for det danske, svenske og norske hof.
Sonne var søn af koffardi- og skibskaptajn Hans Edvard Sonne og Caroline Amalie Bærentzen. Han opholdt sig i hovedstaden fra 1865. Fra 1869 havde han atelier i Gothersgade 45 i København. Sonne havde egentlig bornholmske rødder, hvorfor mange bornholmere søgte hans butik, når de var i hovedstaden.
Han var gift med Caroline Mathilde Mathiasen.